# 너의 새는 노래할 수 있어
《너의 새는 노래할 수 있어》(일본어: きみの鳥はうたえる)는 2018년 공개한 일본의 로맨스, 판타지 영화로, 미야케 쇼가 감독을 맡았다.

## 출연
주연
- 에모토 타스쿠 : 나 역
- 이시바시 시즈카 : 사치코 역
- 소메타니 쇼타 : 시즈오 역

조연
- 아다치 토모미츠 : 모리구치 역
- 야마모토 아이
- 와타나베 마키코 : 나오코 역
- 하기와라 마사토 : 시마다 역
- 미즈마 론

## 수상 정보
- 제31회 도쿄영화제(2018년) 일본의 현재
- 제9회 북경영화제(2019년) 비전
- 제23회 판타지아영화제(2019년) 장편 영화
- 제43회 홍콩 국제 영화제(2019년) 판타스틱 비트
- 제69회 베를린국제영화제(2019년) 포럼부문
- 제20회 전주국제영화제(2019년) 시네마페스트
- 제8회 무주산골영화제(2020년) 상영작 - 판